# 胜利桥 (沈阳市)
胜利桥是一座连接沈阳市砂山地区和长白地区的一座横跨浑河的桥，是胜利南街的一部分。

## 特点
被称为“浑河最大的公路桥”，采用了多项新技术。

## 作用
胜利桥将连接和平区的西塔、太原街、砂山等地的胜利大街与长白、苏家屯连在一起，成为沈阳市的一个物流窗口和重要景观。